# Università di Melbourne

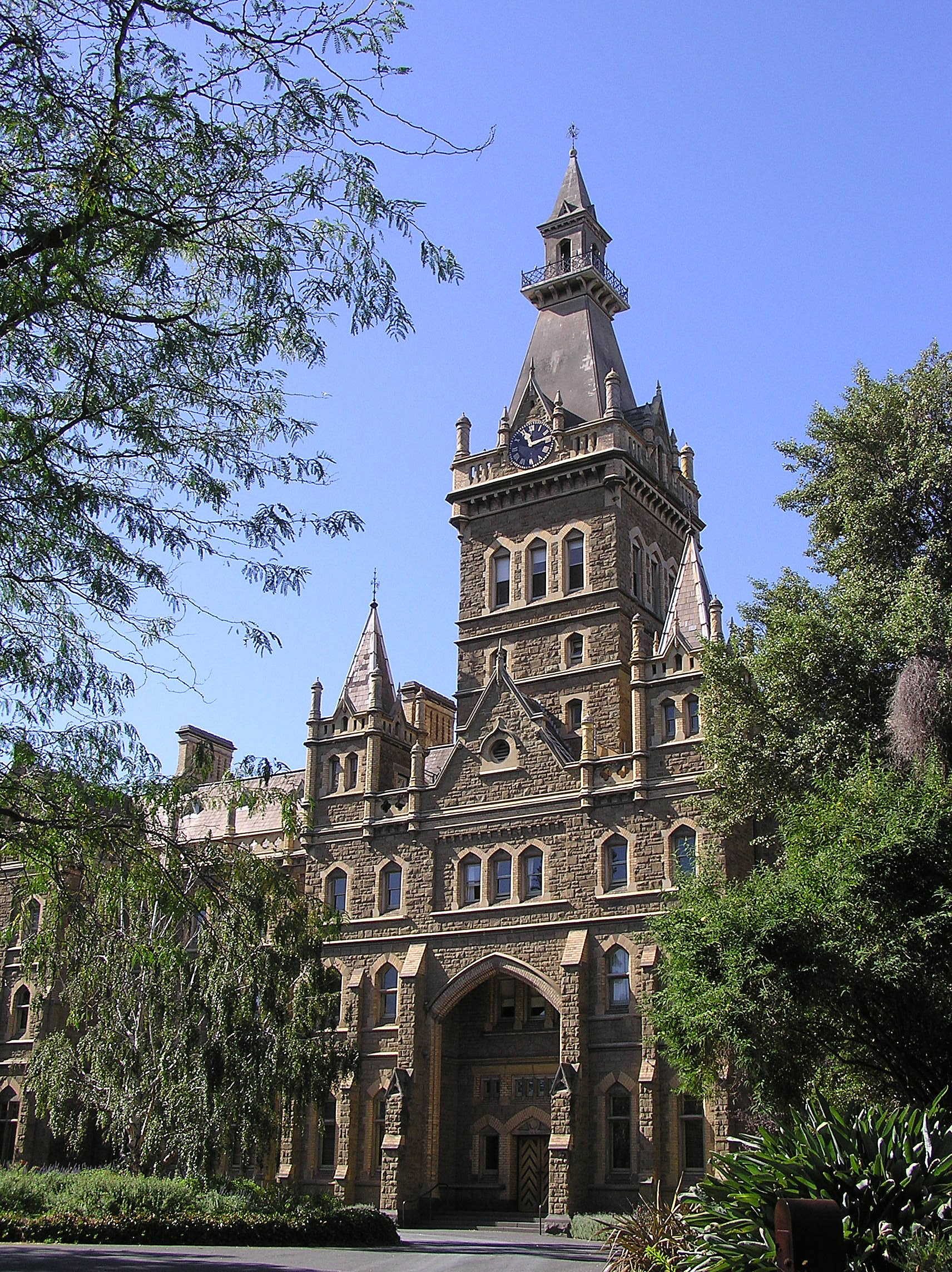
Ormond College (1879), University of Melbourne

L'Università di Melbourne (University of Melbourne) è un'università dello Stato di Victoria, in Australia.

## Storia
Fondata nel 1853, l'università di Melbourne è il più antico ateneo dello Stato di Victoria e il secondo più antico tra le università australiane. Allo stato attuale è l'università più ricca dell'emisfero australe, con un budget che supera il miliardo di dollari, di cui circa i 3/4 spesi in ricerca e sviluppo.